# ریفتون (نیویورک)
ریفتون (به انگلیسی: Rifton) یک منطقهٔ مسکونی در ایالات متحده آمریکا است که در شهرستان اولستر، نیویورک واقع شده‌است. ریفتون ۳٫۱ کیلومتر مربع مساحت و ۴۵۶ نفر جمعیت دارد و ۵۵ متر بالاتر از سطح دریا واقع شده‌است.